# Molophilus soror
Molophilus soror là một loài ruồi trong họ Limoniidae. Chúng phân bố ở miền Tân bắc.